# Урупський район
Урупський муніципальний район (карач.-балк. Уруп район) - адміністративний район у складі Карачаєво-Черкеської Республіки.
Адміністративний центр - станиця Преградна.

## Географія
Площа району - 2782 км².

## Історія
Згідно з архівними даними Урупський район іменувався раніше як Преградненський . Він заснований в складі Карачаєвської автономної області 7 вересня 1938 року. 12 жовтня 1943 року, у зв'язку з депортацією карачаївського народу, були скасовані Карачаєвська автономна область і Преградненський район. Район був знову утворений у січні 1957 року і 1 лютого 1963 року перейменований в Урупський промисловий район.

## Населення
Населення - 23 421 осіб.
Національний склад населення:
| Народ               | Чисельність в 2002 році, осіб | Чисельність в 2010 році, осіб |
| ------------------- | ----------------------------- | ----------------------------- |
| Росіяни             | 14 000 (75,1%)                | 18885 (77,65%)                |
| Карачаївці          | 3476 (18,6%)                  | 4456 (18,32%)                 |
| Українці            | 407 (2,2%)                    | 236 (0,97%)                   |
| Узбеки              | н / д                         | 100 (0,41%)                   |
| Черкеси             | 72 (0,4%)                     | 87 (0,36%)                    |
| Вірмени             | н / д                         | 80 (0,33%)                    |
| Татари              | н / д                         | 68 (0,28%)                    |
| Білоруси            | н / д                         | 50 (0,21%)                    |
| Німці               | н / д                         | 39 (0,16%)                    |
| Осетини             | 34 (0,2%)                     | 32 (0,13%)                    |
| Ногаї               | 18 (0,1%)                     | 27 (0,11%)                    |
| Лезгини             | н/д                           | 25 (0,10%)                    |
| Грузини             | н/д                           | 23 (0,09%)                    |
| Греки               | 21 (0,1%)                     | 21 (0,09%)                    |
| Азербайджанці       | н/д                           | 19 (0,08%)                    |
| Балкарці            | н/д                           | 14 (0,06%)                    |
| Казахи              | н/д                           | 14 (0,06%)                    |
| Абазинці            | 9 (0,1%)                      | 13 (0,05%)                    |
| Інші національності | 617 (3,0%)                    | 131 (0,54%)                   |